# Rișculița, Hunedoara
Rișculița este un sat în comuna Baia de Criș din județul Hunedoara, Transilvania, România.
Satul Rișculița este traversat de 4 văi: Racova, Valea Ruștiului, Valea Snilului și Valea Popeștiului. Toate 4 se unesc și se varsă în Crișul Alb. Satul se întinde la poala dealului Măgura.

## Generalități
În Rișculița se fabricau odinioară spete, folosite la războaiele de țesut.
Satul este electrificat, are apă curentă, cablu TV și telefon.

## Lăcașuri de cult

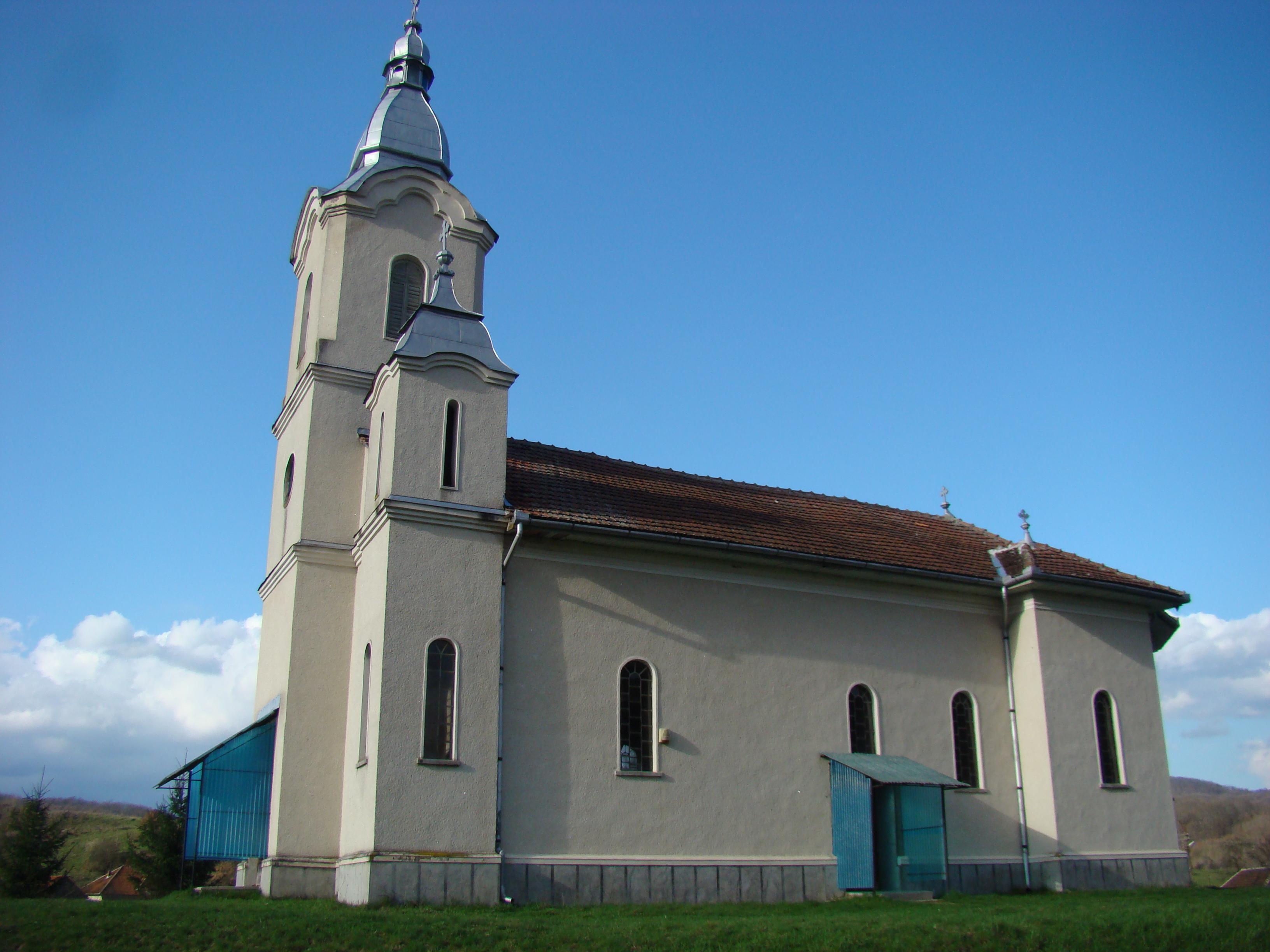
Biserica de zid „Adormirea Maicii Domnului” (1755-1756), extinsă în 1941-1945

În satul Rișculița se găsește o biserică de zid cu hramul „Adormirea Maicii Domnului”. Este un edificiu de plan dreptunghiular, cu absida nedecroșată, de formă semicirculară. Nava spațioasă, prevăzută cu doi umeri laterali rectangulari, este continuată, spre vest, printr-o clopotniță centrală masivă, flancată de două turnulețe miniaturale patrulatere, cu coifuri învelite în tablă; la acoperișul propriu-zis s-a folosit țigla. Așa cum se prezintă astăzi, lăcașul este rezultatul a două etape de construcție distincte. Cea dintâi s-a desfășurat în anii 1755-1756, în timpul păstoririi preoților Constantin și Iosif; conscriptorii trimiși de episcopul Sinesie Jivanovici al Aradului, în 1755, notau că biserica este din „piatră” și că „nu-i gata”, fiind ca atare „nesfințită”. Acest edificiu a fost renovat și pictat de zugravul Iota Dimitievici, în perioada 1836-1846. Cea de a doua etapă de ctitorire s-a desfășurat între anii 1941 și 1945, în timpul păstoririi preotului Iosif Petrovici; lucrările au fost coordonate de arhitectul Alexandru Șortan din Brad. Acest șantier a presupus o extindere spre răsărit a lăcașului și o supraînălțare a zidurilor cu circa patru metri; turnul-clopotniță a fost reconstruit. În anii 1945-1946 biserica a fost repictată, în tehnica „tempera”, de Iulian Toader din Arad, fiind târnosită în 1946; sfințiri provizorii fuseseră făcute de protopopii Hălmagiului în anii 1823 și 1846. Ultima renovare s-a executat în anii 1982-1983. 

## Imagini

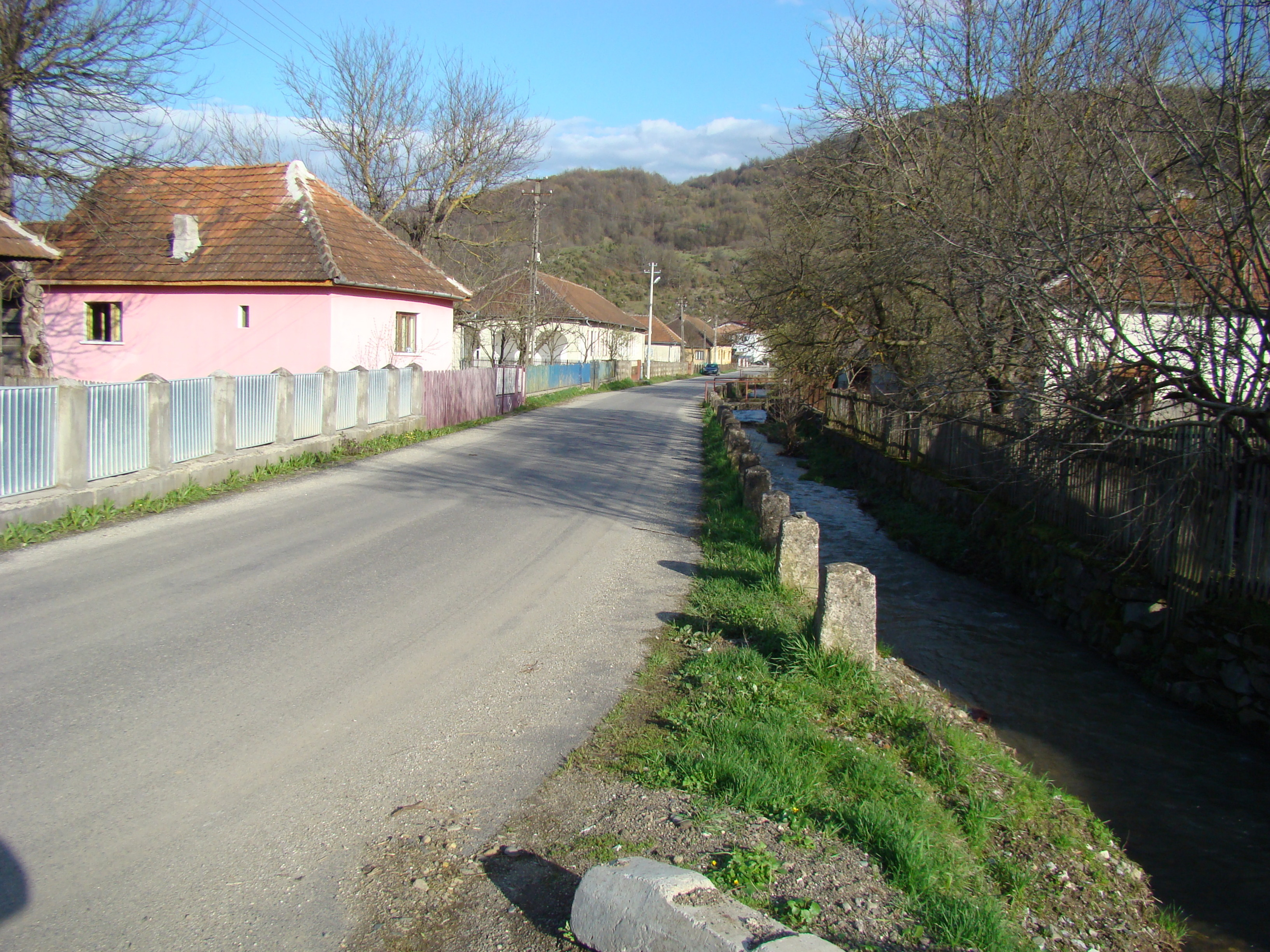
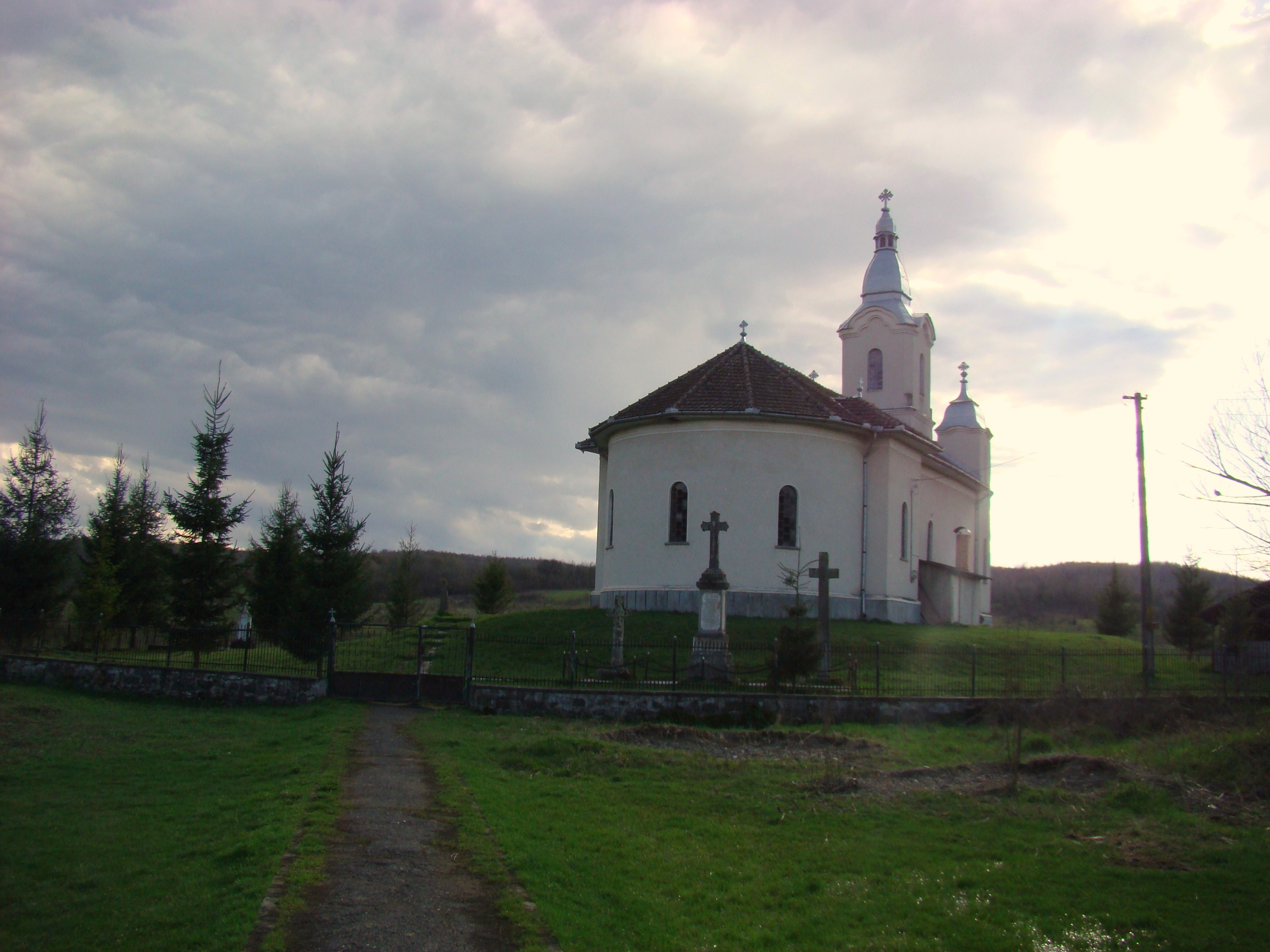
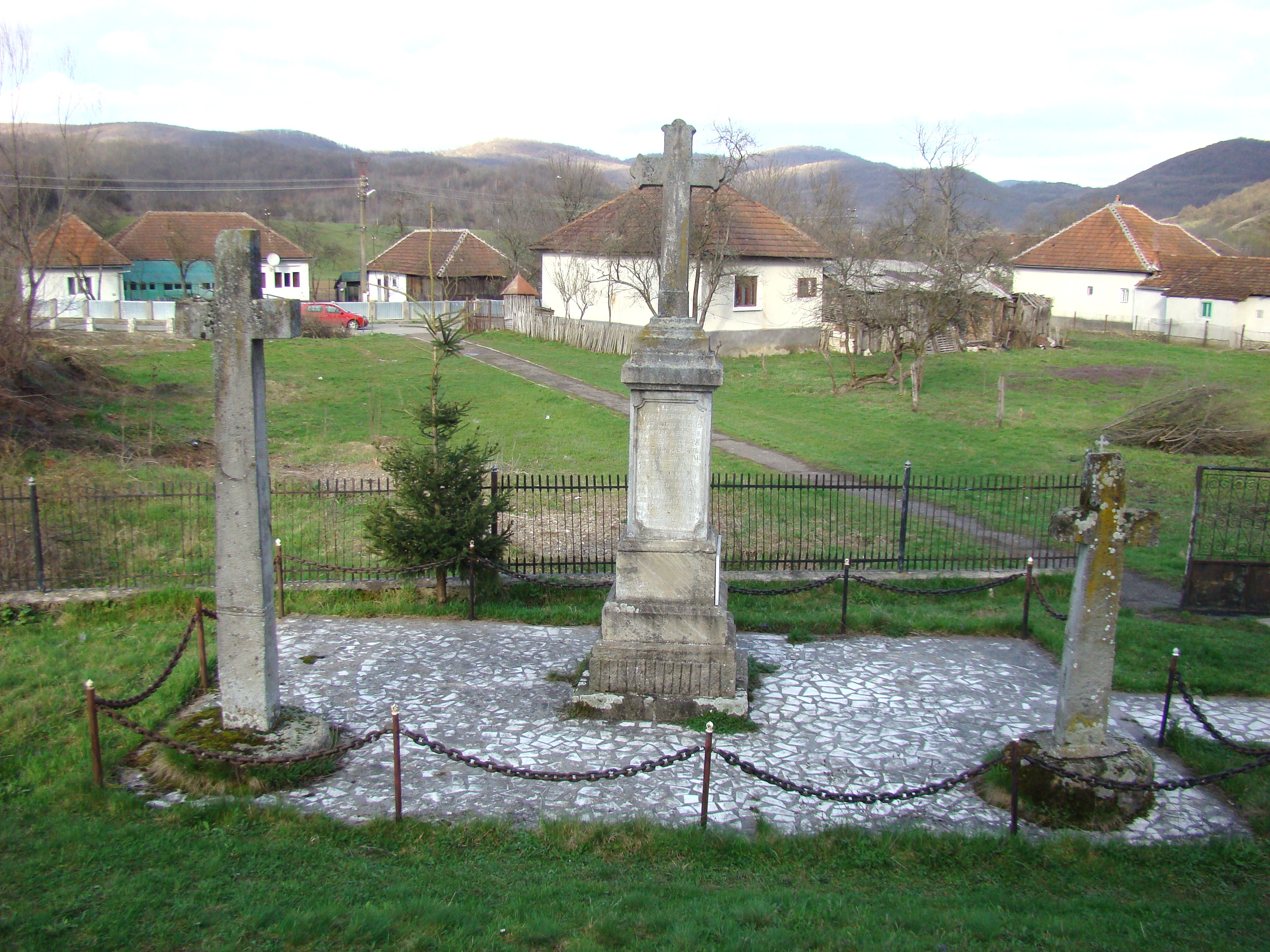
Monumentul Eroilor
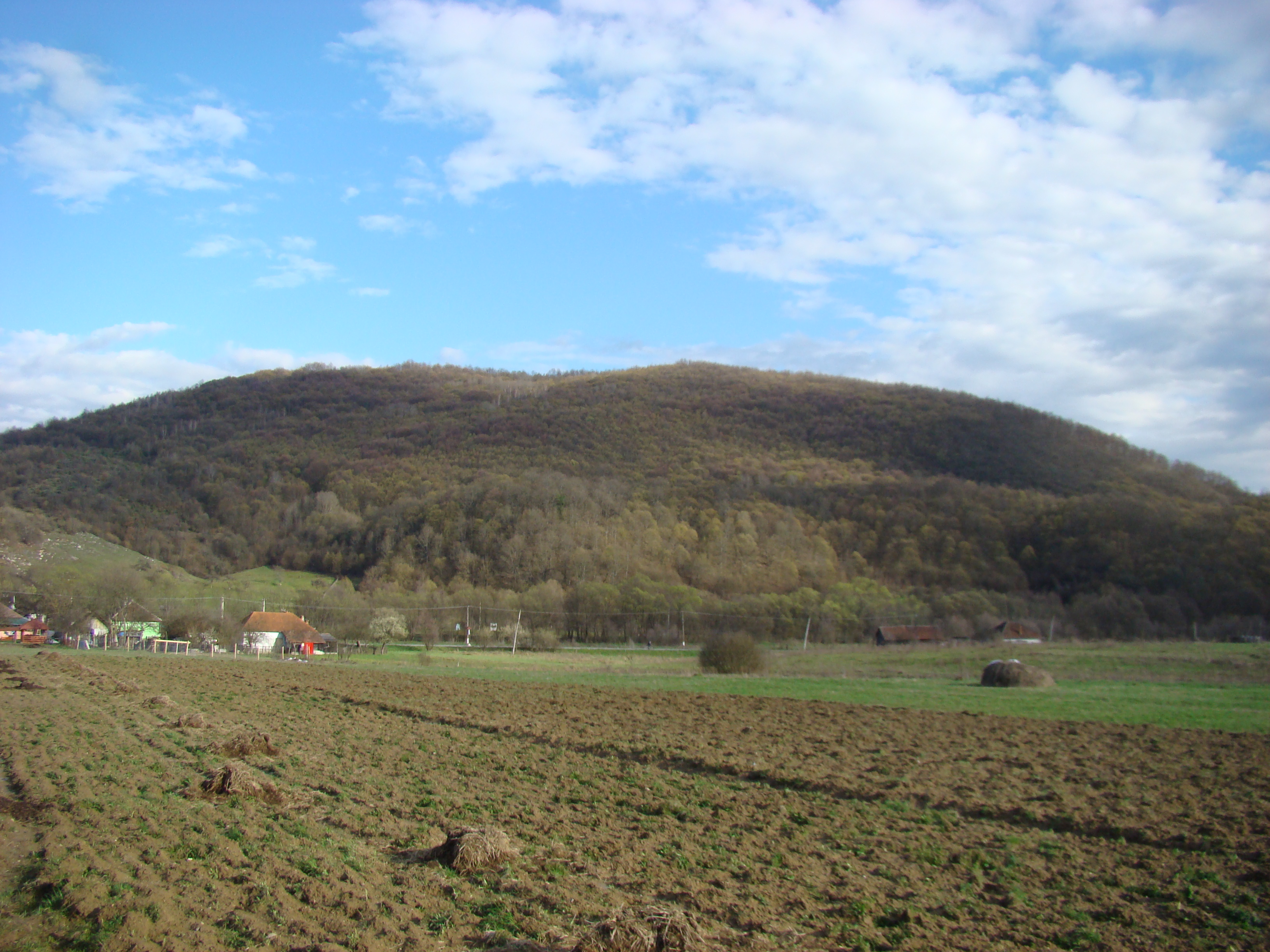
Dealul Măgura